# Halmi község
Halmi község (románul: Comuna Halmeu) község Szatmár megyében, Romániában. Központja Halmi, beosztott falvai Dabolc, Halmihegy, Kisbábony, Nyírestanya.

## Népessége
A 2011-es népszámlálás adatai alapján a község népessége 4968 fő volt.

## Története
2005-ig ide tartoztak Kökényesd és Csedreg falvak is, ekkor az újonnan alakult Kökényesd községhez kerültek.